# De oproep der Kabouters
De oproep der Kabouters is een boek van Rien Poortvliet en Wil Huygen en is het tweede in hun serie kabouterboeken. Het is het vervolg op Leven en werken van de Kabouter. Het boek verscheen in 1981.
In het boek worden de auteurs door de kabouters gevraagd naar het hoge noorden te komen. Hier worden zij verkleind tot kabouterformaat (een eer die, naar de kabouters zelf laten weten, maar aan weinig mensen te beurt is gevallen; Hans Christian Andersen was een van hen). Na vele belevenissen met onder andere een grote Siberische kabouter blijkt dat de oproep te maken heeft met datgene dat de mens de aarde en het milieu aandoet. De kabouters maken zich daar zorgen over en willen de mensheid via Poortvliet en Huygen erop aanspreken.
Net als in het origineel vervullen de illustraties van Rien Poortvliet een sleutelrol in het boek. De beide auteurs verschijnen in de afbeeldingen ook zelf in beeld.

## Bibliografische gegevens
Rien Poortvliet en Wil Huygen (tekst), De oproep der Kabouters, Bussum, Van Holkema & Warendorf, 1981, ISBN 90 269 4799 2.